# ألكسندر رومانوف (مقاتل)
ألكسندر رومانوف (مواليد 11 ديسمبر 1990) هو مُقاتل فنون قتالية مختلطة مولدوفي.

## وصلات خارجية
- ألكسندر رومانوف (مقاتل) على موقع يو إف سي (الإنجليزية)
- ألكسندر رومانوف (مقاتل) على موقع شيردوغ (الإنجليزية)
- ألكسندر رومانوف (مقاتل) على موقع Tapology.com (الإنجليزية)
- ألكسندر رومانوف (مقاتل) على موقع قاعدة بيانات المصارعة الدولية (الإنجليزية)